# Guangzhou International Women's Open 2007
Guangzhou International Women's Open 2007 — тенісний турнір, що проходив на відкритих кортах з твердим покриттям у Гуанчжоу (КНР). Це був 4-й за ліком Guangzhou International Women's Open. Належав до турнірів 3-ї категорії в рамках Туру WTA 2007. Тривав з 24 до 30 вересня 2009 року. Загальний призовий фонд турніру становив 175 тис. доларів США.

## Учасниці

### Сіяні

#### Одиночний розряд
| Країна     | Гравчиня                | Рейтинг1 | Сіяна |
| ---------- | ----------------------- | -------- | ----- |
| Іспанія    | Анабель Медіна Гаррігес | 31       | 1     |
| Франція    | Віржіні Раззано         | 40       | 2     |
| КНР        | Пен Шуай                | 49       | 3     |
| Словаччина | Домініка Цібулкова      | 57       | 4     |
| Росія      | Ольга Пучкова           | 59       | 5     |
| Білорусь   | Ольга Говорцова         | 60       | 6     |
| Іспанія    | Лурдес Домінгес Ліно    | 65       | 7     |
| Росія      | Алла Кудрявцева         | 67       | 8     |

- 1 Посів ґрунтується на рейтингові станом на 17 вересня 2007 року.

#### Парний розряд
| Країна | Пара                                              | Рейтинг1 | Сіяна |
| ------ | ------------------------------------------------- | -------- | ----- |
| /      | Ваня Кінґ і Сунь Тяньтянь                         | 46       | 1     |
| /      | Анабель Медіна Гаррігес і Вірхінія Руано Паскуаль | 47       | 2     |
| /      | Пен Шуай і Янь Цзи                                | 52       | 3     |
| /      | Джилл Крейбас і Єлена Костанич-Тошич              | 57       | 4     |

- 1 Посів ґрунтується на рейтингові станом на 17 вересня 2007 року.

### Інші учасниці
Учасниці, що отримали вайлд-кард на участь в основній сітці
- Сунь Шеннань
- Янь Цзи
- Цзи Чуньмей

Нижче наведено учасниць, що пробились в основну сітку через стадію кваліфікації в одиночному розряді:
- Елізе Тамаела
- Джулія Дітті
- Сон Шаньшань
- Ракель Копс-Джонс

## Переможниці

### Одиночний розряд
Віржіні Раззано —  Ципора Обзилер, 6–3, 6–0
- Раззано виграла свій перший титул WTA за кар'єру, тоді як Обзилер у віці 34 років дійшла до свого першого фіналу WTA.

### Парний розряд
Пен Шуай /  Янь Цзи —  Ваня Кінґ /  Сунь Тяньтянь, 6–3, 6–4

## Призові гроші та очки

### Одиночний розряд
| Раунд            | Гроші   | Очки |
| ---------------- | ------- | ---- |
| Переможниця      | $25,855 | 140  |
| фіналістка       | $13,845 | 100  |
| півфіналістка    | $7,300  | 65   |
| чвертьфіналістка | $3,910  | 35   |
| 2-й раунд        | $2,105  | 20   |
| 1-й раунд        | $1,240  | 1    |

### Парний розряд
| Раунд            | Гроші  | Очки |
| ---------------- | ------ | ---- |
| Переможниці      | $7,260 | 140  |
| фіналістки       | $4,050 | 100  |
| півфіналістки    | $2,140 | 65   |
| чвертьфіналістки | $1,160 | 35   |
| 1-й раунд        | $630   | 1    |